# 최제우 (배우)
최창민(최제우)(1981년 4월 5일 ~ )는 대한민국의 가수, 배우이다. 개명 전 이름은 '최창민'이었고 활동명도 동일했으며, 동방신기의 최강창민과 다른 인물이다.

## 학력
- 서울옥정초등학교 졸업
- 옥정중학교 졸업
- 용산고등학교 졸업
- 경기대학교 다중매체영상학과 학사

## 음반
- 1집 영웅
- 2집 더 웨이
- 3집 너에게

## 출연작

### 영화
| 연도 | 제목                    | 역할    | 비고 |
| ---- | ----------------------- | ------- | ---- |
| 2000 | 《밀레니엄 살인행진곡》 |         |      |
| 2006 | 《강적》                | 한재필  |      |
| 2020 | 《혼: 공포의 시작》     | 이 형사 |      |

### 드라마
| 연도 | 방송 | 제목                | 역할   | 비고 |
| ---- | ---- | ------------------- | ------ | ---- |
| 1998 | SBS  | 《나 어때》         | 창민   |      |
| 2002 | KBS2 | 《언제나 두근두근》 |        |      |
| 2002 | MBC  | 《황금마차》        | 김대성 |      |
| 2018 | MBN  | 《연남동 539》      | 준영   |      |

### 방송
- 1999년 KBS2 《한국이 보인다》
- 1999년 MBC 《생방송 임성훈 이영자입니다》
- 1999년, 2000년 KBS2 《가족오락관》
- 2017년, 2018년, 2019년 KBS2 《살림하는 남자들》
- 2018년 MBC 《황금어장 라디오스타》 내꽃길은 내가깐다
- 2018년 MBC every1 《비디오스타》 세기말 아이돌 특집
- 2019년 채널A 《리와인드 - 시간을 달리는 게임》

## CF
- 1999년 부광약품 포미앤유
- 1999년 스마트학생복